# Paris-Bordeaux-Paris
Pour les articles homonymes, voir Paris-Bordeaux.
La course Paris-Bordeaux-Paris du 11 juin 1895 est considérée comme la véritable première grande course automobile de l'histoire, bien qu'un mois plus tôt, le 18 mai en Italie, cinq concurrents prennent le départ de la course de Turin à Asti, un aller-retour de 93 kilomètres, et qu'en 1894, un concours automobile de Paris à Rouen, ait eu lieu mais n'était pas une course. Elle est aussi considérée rétrospectivement comme étant le premier Grand Prix automobile de l'ACF.

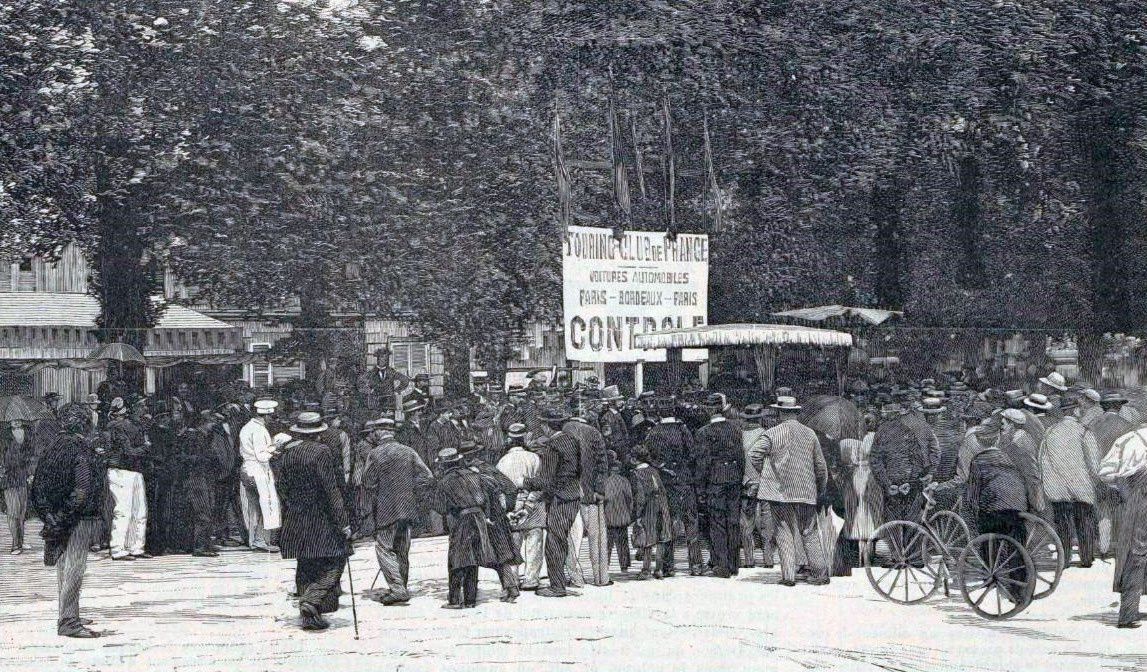
Paris-Bordeaux-Paris 1895, avant le départ de Versailles.

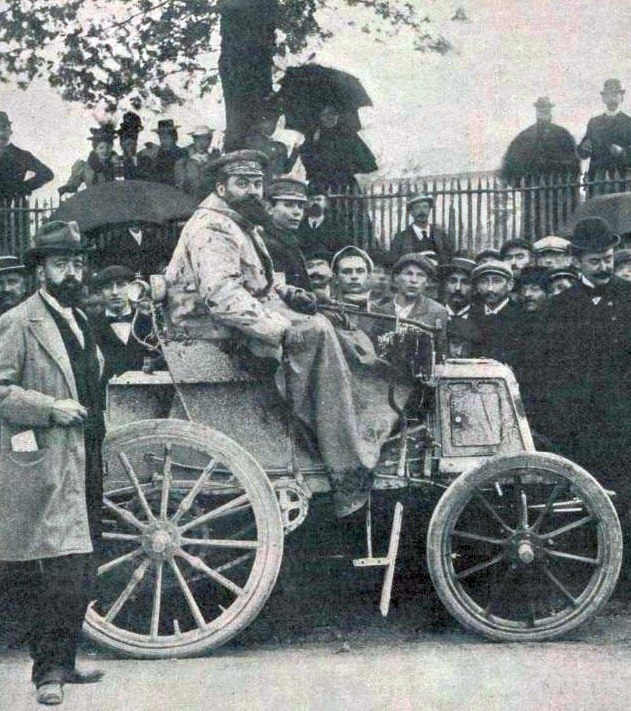
René de Knyff, vainqueur du Paris-Bordeaux 1898 (à Bordeaux; mécanicien embarqué Aristide).

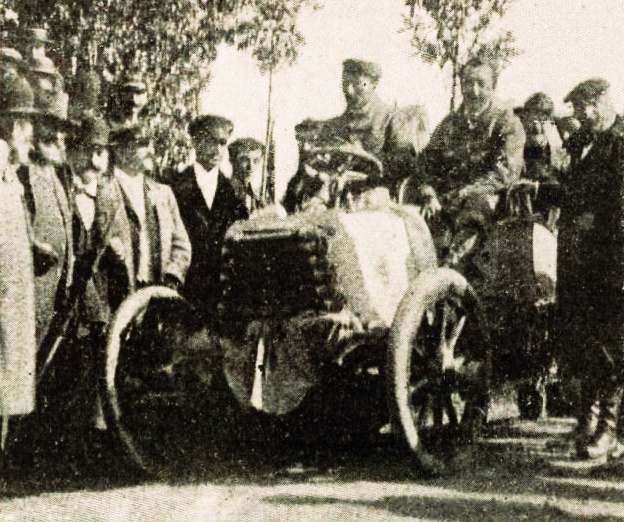
Fernand Charron vainqueur de Paris-Bordeaux 1899 (après avoir été deuxième en 1898).

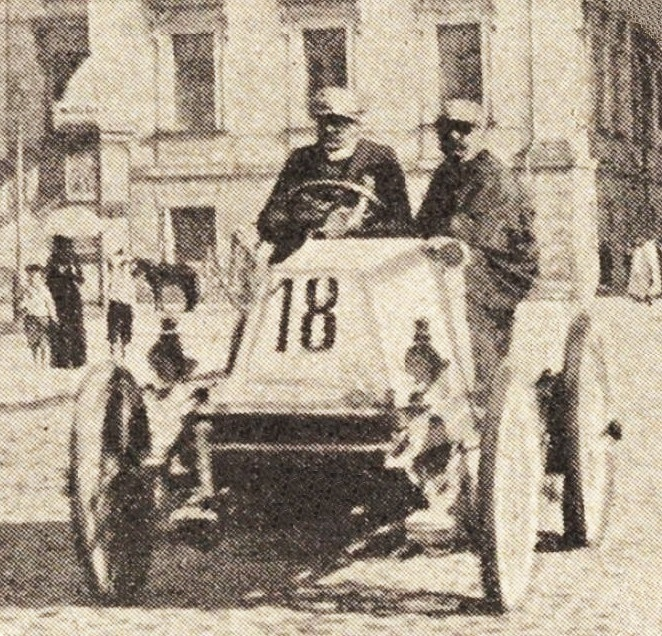
Henri Fournier, vainqueur de Paris-Bordeaux 1901 sur Mors (et record du monde de l'heure avec 86 km).

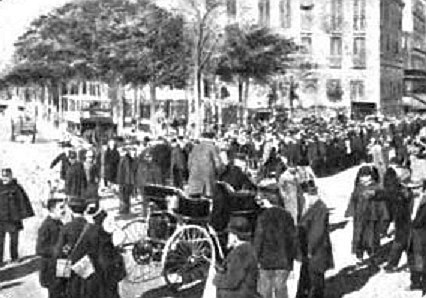
Départ de Paris-Bordeaux-Paris, place de l'Étoile (11 juin 1895).

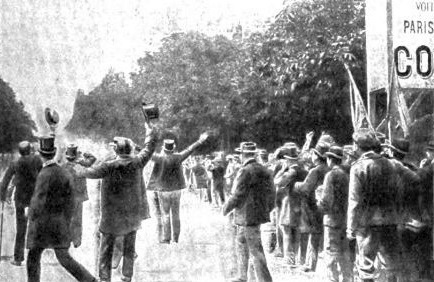
Arrivée d'Émile Levassor Porte Maillot (13 juin 1895).

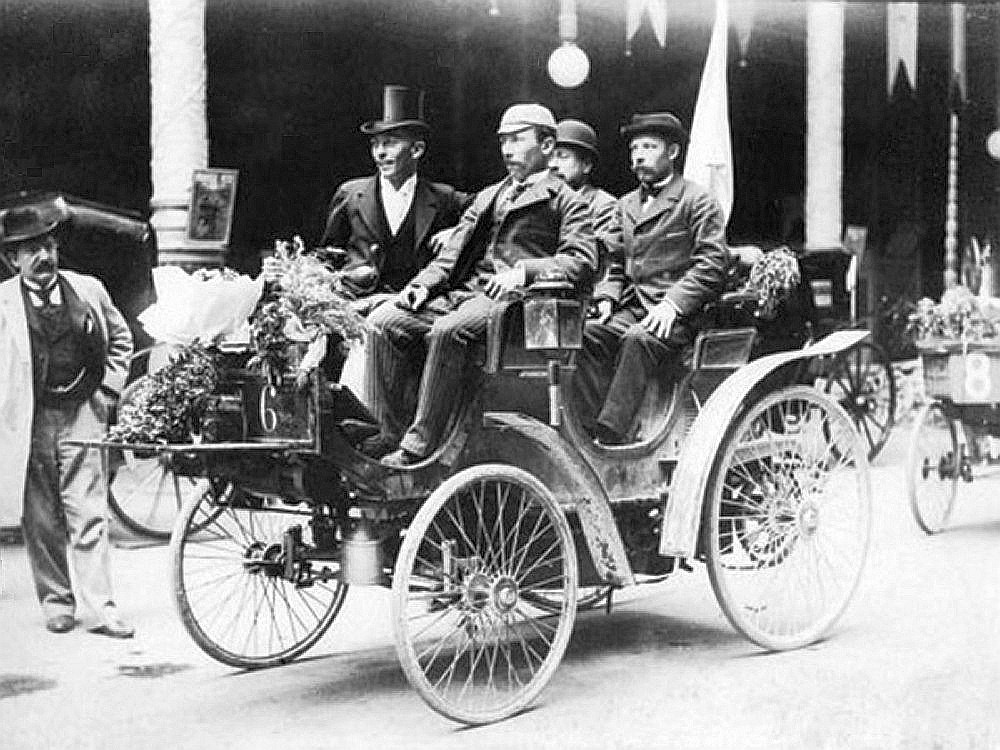
Isaac et Paul Koechlin de Valentigney, donnés vainqueurs sur Peugeot-Daimler Type 7 phaéton (4-places).

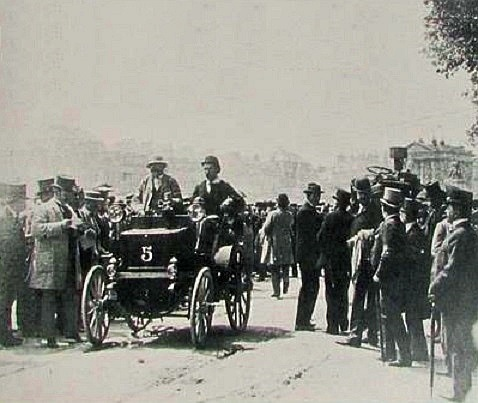
Émile Levassor et Charles d'Hostingue, futurs premiers effectifs en Panhard & Levassor-Phenix 2 places.

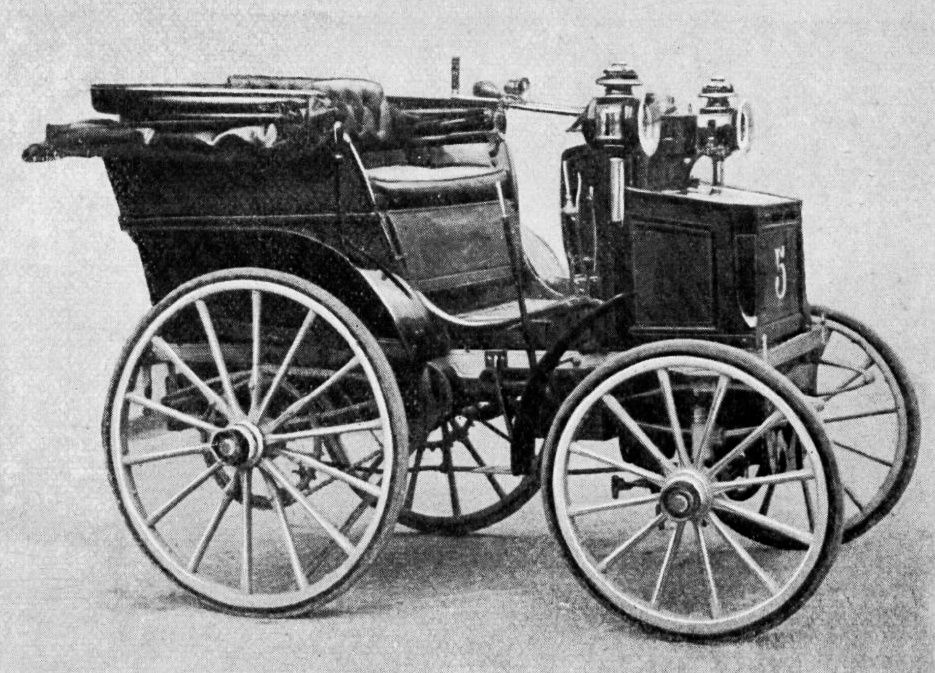
La Panhard & Levassor 5 d'Émile Levassor et Charles d'Hostingue, victorieuse du Paris-Bordeaux-Paris 1895.

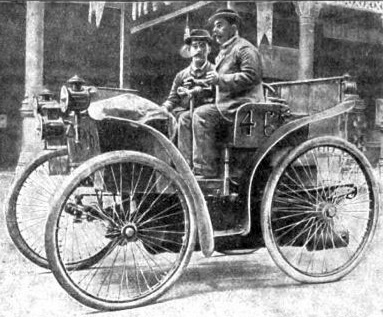
L'éclair des frères Michelin en 1895 au Paris-Bordeaux-Paris (première voiture au monde sur pneumatiques -avec un châssis Peugeot-, 10e à l'arrivée, dernière inscrite au départ avec le numéro 46).

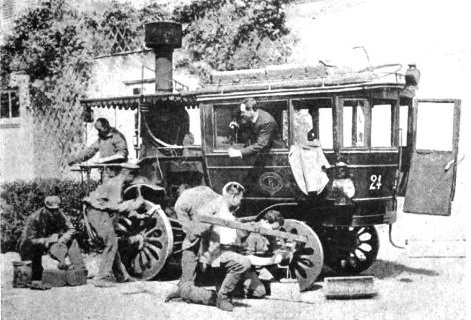
La Nouvelle, voiture de 1880 pilotée par Amédée Bollée père au Paris-Bordeaux-Paris, ici de retour de la course.

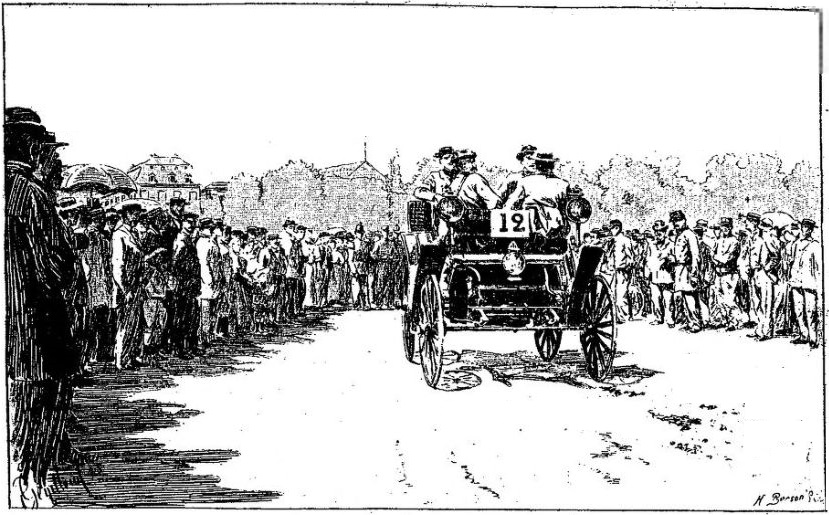
Hans Thum, 5e à l'arrivée sur Benz (pour l'écurie Émile Roger de Paris, de deux voitures).

La distance est de 1 178 km avec le départ d'un concurrent toutes les deux minutes, le 1er prix était réservé aux voitures à quatre places et transportant autant de passagers qu'il y avait de places. La course marqua le triomphe des moteurs à pétrole sur les autres énergies. Émile Levassor, arrivé premier à Paris sur Panhard & Levassor, remporta le 2e prix car sa voiture n'avait que deux places.
Après 59 h 48 de course et 1 minute de moins que son prédécesseur, la victoire fut décernée à Paul Koechlin qui est arrivé quatrième sur sa Peugeot no 16, 11 heures après Émile Levassor.
Cette course ne doit pas être confondue avec trois autres d'importance organisées jusqu'en 1901 entre Paris et Bordeaux, pour un aller simple cette fois : le Critérium des Entraîneurs de 1898 -vainqueur René de Knyff le 12 mai sur Panhard après deux jours de compétition et une halte à Tours, en 15 h 15 min 31 s cumulées, à 37,60 km/h de moyenne horaire-, une deuxième édition en 1899 cette fois en une journée -vainqueur le 24 mai Fernand Charron en 11 h 43 min 20 s, d'une traite à 48,20 km/h, et toujours sur Panhard-, puis une troisième course en 1901, le 29 mai -Henri Fournier gagnant sur Mors en 6 h 10 min 44 s-. Le Paris-Madrid 1903 peut aussi être considéré comme un cinquième trajet de Paris à Bordeaux, puisqu'il fut stoppé d'autorité dans cette ville par le politique français -vainqueur Fernand Gabriel en 5 h 14 min 31 s 2, soit un gain de 10 heures en cinq ans, Panhard n'étant désormais plus que cinquième. Jusqu'en 1903, l'ensemble des arrivées à Bordeaux se font aux Quatre-Pavillons, devant la propriété de M. Journu. En avril 1904 est encore organisé un Paris-Bordeaux-Paris, par l'Autocycle Club de France, cette fois pour seules motocyclettes de tourisme sur 1 200 kilomètres.

## Organisation
Sur l'initiative du Comte De Dion et sous la présidence de M. Deprez et M. Berger, un comité s'est formé pour organiser une grande course. Le comité réunissait de généreux donateurs tels que le Baron de Zuylen, des constructeurs et plusieurs personnes s'intéressant à la locomotion automobile, dont Paul Meyan qui s'investira grandement dans l'organisation de l'épreuve.
Le 18 décembre 1894, le comité d'organisation de la course se réunit et établit les 4 premiers articles du règlement.Le 4 mars 1895, le Baron de Zuylen offre un somptueux banquet aux membres du comité.
Du 6 au 20 juin 1895, une exposition de locomotion automobile est organisée à la galerie Rapp (sur le Champ-de-Mars à Paris) pour permettre au public d'examiner les 46 voitures en détail avant la course et constater leur état après le grand effort qu'elles avaient eu à fournir.

## Règlement
Le Vélo, édition du samedi 1er juin 1895:
- Art. 1 : La course est internationale. Les constructeurs ou inventeurs seuls pourront y prendre part.
- Art. 2 : La course se fera de Paris à Bordeaux, aller et retour d'une seule traite (environ 1200 km). Les véhicules montés au moins par deux personnes pourront seuls prendre part au concours, exception est faite pour les bicyclettes, tricycles et quadricycles, mentionnés à l'article 13.
- Art. 3 : Les véhicules ne seront admis à concourir qu'à la condition d'être actionnés par un moteur autre qu'une force animale.
- Art. 4 : Les sommes provenant de la souscription, ainsi que l'argent provenant des inscriptions, exposition, etc., déduction faite de 5000 francs mentionnés à l'article 13, ainsi que les frais effectués à l'organisation générale de la course seront ainsi repartis :
  - 1er arrivé à Paris ⇒ 50 %
  - 2e arrivé à Paris ⇒ 20 %
  - 3e arrivé à Paris ⇒ 10 %
  - les 4 suivants ⇒ 5 %
- Art. 5 : Le premier prix ne pourra être attribué qu'à une voiture de quatre places et au-dessus.
- Art. 6 : Il sera organisé une Exposition d'une durée de quinze jours, qui commencera le jeudi 6 juin, à 9 heures du matin. Elle sera obligatoire, sous peine de disqualification, les 6, 7, 8 et 9 juin, pour tous les concurrents et facultative après la course. Elle se tiendra à la galerie Rapp (Champ de Mars).
- Art. 7 : Chaque véhicule engagé avant le 1er mai 1895 devra payer une entrée de 200 francs.
- Art. 8 : Les véhicules engagés à partir du 1er mai payeront une entrée double, soit 400 francs.
- Art. 9 : le nombre des voitures n'est pas limité, mais les concurrents ne pourront pas présenter plusieurs voitures du même type et de dimensions similaires.
- Art. 10 : Les concurrents pourront changer de conducteurs en cours de route.
- Art. 11 : les véhicules devront toujours porter le nombre de voyageurs prévu dans leur engagement ou un poids mort équivalent, fixé à 75 kilos par voyageur manquant.
- Art. 12 : Aucune réparation en cours de route, de quelque nature quelle soit, ne pourra être faite que par le personnel monté sur la voiture, et avec les ressources du matériel de réparation emporté par chaque voiture ; toute infraction entraînera la disqualification.
- Art. 13 : Il sera distrait une somme de 5.000 francs sur le montant des sommes disponibles pour donner un prix spécial aux quadricycles, tricycles et bicyclettes mécaniques à une place, n'excédant pas un poids de 150 kilos en ordre de marche et sans voyageur.
  - Ces 5.000 francs seront ainsi répartis :
    - 2.500 francs au premier arrivé à Paris
    - 1.500 francs au deuxième
    - 500 francs aux deux suivants

Tous ces prix spéciaux ne pourront être décernés qu'aux véhicules ayant fait le trajet dans un temps maximum de 100 heures. Dans le cas où aucun de ces cycles ne ferait le trajet dans le délai prévu, cette somme de 5.000 francs serait reportée sur les prix à décerner aux voitures.
- Art. 14 : Le Comité se réserve le droit de mettre son poinçon, pendant la période de l'exposition, sur telles parties du mécanisme ou pièces de rechange qu'il jugera convenable.
- Art. 15 : Les voitures inscrites pour la course Bordeaux-Paris devront être rendues, prêtes à partir, le 11 juin 1895 à 9h1/2 très précises du matin, sur la place de la Concorde[7], pour se mettre à la disposition des membres du Comité désignés spécialement pour les placer.(Les membres du Comité porteront un brassard rouge).
- Art. 16 : Le départ sera donné le 11 juin à 10 heures. Les voitures, à un signal donné, se mettront en marche sans pouvoir se dépasser jusqu'à Versailles. Elles défileront ainsi, en restant autant que possible à une quarantaine de mètres les unes derrière les autres.
- Art. 17 : Arrivées à Versailles, les voitures se rangeront sur la place d'Armes dans l'ordre déterminé par un tirage au sort, suivant les indications qui seront communiquées aux concurrents par les membres du Comité. Les voitures partiront ensuite successivement, à des intervalles de deux minutes, dans l'ordre dans lequel elles auront été rangées.
- Art. 18 : Il sera tenu compte à l'arrivée des différences d'heures du départ.
- Art. 19 : Au moment du départ, les voitures recevront les jetons de contrôle. Elles se mettront ensuite en marche sur l'ordre du membre du Comité délégué à cet effet.
- Art. 20 : Dans les départements de la Seine et Seine-et-Oise, les conducteurs et leurs véhicules devront être en règle avec l'ordonnance de la préfecture de police du 14 août 1893 (2e division, 3e bureau).
- Art. 21 : Les concurrents devront se conformer également aux dispositions des lois et règlements sur la police du roulage, notamment à celle des titres I et III du décret du 10 août 1852. Les véhicules actionnés par la vapeur devront, en outre, se conformer aux prescriptions du décret du 30 avril 1880.
- Art. 22 : Les conducteurs devront porter constamment leur attention sur l'état de la route, sur l'approche des voitures ou des personnes et ralentir ou arrêter, en cas d'obstacles, suivant les circonstances.
- Art. 23 : Quelle que soit leur vitesse de marche, les conducteurs devront rester maîtres de leur voiture, c'est-à-dire être assurés, en tout temps, de pouvoir l'arrêter dans l'espace de route libre qu'ils voient devant eux.
- Art. 24 : L'approche des véhicules devra être signalée, toutes les fois que besoin sera, au moyen d'une corne, d'une trompe ou de tout autre instrument du même genre, dont toutes les voitures devront être munies, à l'exclusion des sirènes ou des sifflets à vapeur.
- Art. 25 : Pendant la nuit, chaque voiture devra être munie de lanternes présentant au moins deux feux blancs à l'avant et un feu rouge à l'arrière. Les bicyclettes, tricycles et quadricycles tiendront compte dans la mesure du possible de ces prescriptions. Les lanternes d'avant auront un pouvoir éclairant tel que le conducteur puisse distinguer nettement la voie et les objets en avant de lui dans un champ assez étendu pour pouvoir s'arrêter en temps utile.
- Art. 26 : Quand deux voitures, marchant dans le même sens et à des vitesses différentes, se trouveront à proximité l'une de l'autre, celle qui marche le moins vite se rangera sur sa droite à première réquisition, de façon à laisser au moins la moitié de la route libre. Elle ne devra tenter aucune manœuvre pour empêcher son concurrent de la dépasser et cela sous peine d'être disqualifiée.
- Art. 27 : Si plusieurs voitures se présentent ensemble ou successivement devant un obstacle de route qui oblige la première à s'arrêter (accident, contrôle, passage à niveau, virage, etc.), les voitures devront s'arrêter l'une derrière l'autre et repartir dans leur ordre d'arrivée, sans chercher à se dépasser avant un parcours d'au moins 100 mètres.
- Art. 28 : En aucun cas, deux voitures ne devront marcher de front.
- Art. 29 : Aucune voiture ne pourra être poussée ou tirée d'un mauvais pas que par les personnes transportées par cette voiture, et cela sous peine de disqualification, sous les réserves de l'article 39.
- Art. 30 : Les concurrents devront s'arrêter devant les contrôles désignés ci-après, se soumettre à l'inspection des contrôleurs qui porteront un brassard bleu et leur remettre un des jetons donnés au conducteur de la voiture au moment du départ. Les conducteurs seront tenus de faire reconnaître, sur réquisition des contrôleurs, le poinçonnage des roues, châssis et essieux.
- Art. 31 : Des contrôles seront établis dans les villes suivantes :
  - 1 Orléans, hôtel Saint-Aignan.
  - 2 Tours, hôtel du Faisan.
  - 3 Poitiers, hôtel Tribot.
  - 4 Angoulême, buffet de la gare.
  - 5 Bordeaux (virage).
  - 6 Angoulême.
  - 7 Poitiers.
  - 8 Tours.
  - 9 Orléans.
  - 10 Versailles, place d'Armes.
  - 11 Paris, restaurant Gillet (Porte Maillot).
- Art. 32 : les contrôles seront indiqués la nuit comme le jour par un transparent très visible, portant le mot « Contrôle ».
- Art. 33 : Ceux des concurrents qui n'auraient pas sur leur voiture le nombre de voyageurs réglementaire, ainsi qu'il est dit à l'article 11, devront justifier du poids mort équivalent représenté par des saumons de plomb poinçonnés dont il se trouvera un dépôt à chaque contrôle. Toute voiture qui ne portera pas sa charge réglementaire sera mise hors de course.
- Art. 34 : Chaque voiture devra porter en lettres de 15 centimètres, en avant et en arrière , son numéro d'inscription. Ce numéro devra être reproduit d'une façon visible sur les lanternes.
- Art. 35 : À l'arrivée à Paris, le conducteur de la voiture signera, avec le contrôleur, un procès-verbal d'arrivée dressé par ce dernier, indiquant : Le numéro de la voiture ; L'heure d'arrivée ; Le nom des personnes se trouvant sur la voiture ; Et s'il y a lieu, le nombre de saumons de plomb, qui resteront d'ailleurs au contrôle.
- Art. 36 : l'heure du départ ainsi que celle d'arrivée seront relevées sur des montres et régulateurs réglés sur l'heure légale (Heure extérieure des gares de chemins de fer).
- Art. 37 : Les bureaux de contrôle seront fermés aux dates et heures ci-après :
  - Bordeaux le 13 à 6 heures du soir.
  - Angoulême le 14 à 4 heures du matin.
  - Poitiers le 14 à 1 heures du soir.
  - Tours le 14 à 10 heures du soir.
  - Orléans le 15 à 9 heures du matin.
  - Versailles le 15 à 6 heures du soir.
  - Paris le 15 à 8 heures du soir.
- Art. 38 : En cas de réclamations ou de protestations, les conducteurs devront les formuler par écrit et en remettre le libellé aux contrôleurs, qui les feront parvenir d'urgence au Comité chargé de statuer sur tous les cas qui peuvent se produire, et de donner telle suite qu'il jugera convenable.
- Art. 39 : Les cas de disqualification ne pourront être valablement prononcés qu'après jugement du Comité.
- Art. 40 : Les responsabilités civiles et pénales resteront à la charge des concurrents à qui elles incombent, étant bien entendu que le Comité décline toutes responsabilités de quelque nature qu'elles soient.
- Art. 41 : Deux exemplaires du présent règlement, par voiture engagée, seront remis à chacun des concurrents, qui en donnera reçu.
- Observation : Le présent règlement, rédigé par les soins du Comité, n'a pas été établi en vue de prévoir tous les cas pouvant se produire en cours de route dans la course de juin 1895. Il se borne uniquement à rappeler aux concurrents les principales règles qu'ils doivent observer, tant dans leur intérêt propre que pour la réussite de l'importante manifestation des progrès réalisés dans la construction des automobiles et que le Comité a eu principalement en vue de faire ressortir dans l'organisation de cette course. En conséquence, à l'exclusion de toutes règles strictes, le Comité invite les concurrents à ne jamais perdre de vue que l'épreuve de 1 200 kilomètres, à laquelle ils prennent part, pourra être décisive au point de vue de l'usage pratique, présent et à venir, de la locomotion automobile.Afin d'éviter toute cause d'accident ou de discrédit, les concurrents ne devront donc jamais se départir de la plus grande prudence et pour cela ils devront tenir constamment compte de l'état de la route qu'ils parcourent et obéir à toutes les observations qui pourront leur être adressées par les représentants des autorités locales.

## Tableau des inscriptions
| no (cycle) | Pilote / Mécano                                    | Écurie                                               | Véhicule                                | Nb de place | Moteur                                                         | Energie                   |
| ---------- | -------------------------------------------------- | ---------------------------------------------------- | --------------------------------------- | ----------- | -------------------------------------------------------------- | ------------------------- |
| 1          | Jules-Albert de Dion                               | De Dion-Bouton, Puteaux                              | Remorqueur (modèle 1892)                | 4           |                                                                | vapeur                    |
| 2          |                                                    | De Dion-Bouton, Puteaux                              | Remorqueur (modèle 1895)                | 4           |                                                                | vapeur                    |
| 3          | Gaston de Chasseloup-Laubat                        | De Dion-Bouton, Puteaux                              | Dogcart                                 | 4           |                                                                | vapeur                    |
| 4          |                                                    | De Dion-Bouton, Puteaux                              | côte à côte                             | 2           |                                                                | vapeur                    |
| 5          | Émile Levassor / Charles d'Hostingue               | Panhard et Levassor, Paris                           |                                         | 2           | Phenix                                                         | pétrole                   |
| 6          | Prévost                                            | ?? Peugeot, Valentigney ??                           |                                         | 2           | Daimler                                                        | pétrole                   |
| 7          | Émile Mayade                                       | Panhard et Levassor, Paris                           |                                         | 4           |                                                                | pétrole                   |
| 8          | Auguste Doriot                                     | Peugeot, Valentigney                                 | vis-à-vis quadricycle                   | 4           | Daimler                                                        | gazoline                  |
| 9          |                                                    | Peugeot, Valentigney                                 | victoria quadricycle                    | 4           |                                                                | gazoline                  |
| 10         | Decauville                                         | Société des Moteurs et Voitures automobiles, Paris   | omnibus                                 | 6           | Filtz[réf. nécessaire]                                         | vapeur                    |
| 11         |                                                    | Société des Moteurs et Voitures automobiles, Paris   | coupé                                   | 4           | Filtz[réf. nécessaire]                                         | vapeur                    |
| 12         | Hans Thum                                          | Roger, Paris                                         |                                         | 4           | Benz                                                           | gazoline                  |
| 13         | Émile Roger                                        | Roger, Paris                                         |                                         | 4           | Benz                                                           | gazoline                  |
| (14)       | Allard, Georges Osmont, Charles Terront, Pullinger | Duncan, Suberbie et Cie, Paris                       | Pétrolette                              | 1           | Moteur Duncan, Suberbie et Cie brevet Hildebrand et Wolfmüller | pétrole                   |
| 15         | Louis Rigoulot                                     | Peugeot, Valentigney                                 | duc quadricycle                         | 2           | Daimler                                                        | gazoline                  |
| 16         | Isaac / Paul Koechlin                              | Peugeot, Valentigney                                 | phaéton                                 | 4           | Daimler                                                        | pétrole                   |
| 17         |                                                    | M. le Baron Blanc, Genève (Suisse)                   | La Lutèce (bicyclette)                  | 1           |                                                                | pétrole                   |
| 18         | Pierre Gautier                                     | Gautier, Paris                                       |                                         | 4           |                                                                | pétrole                   |
| 19         |                                                    | Lebrun et Duval, Darnétal-les-Rouen                  |                                         | 4           |                                                                | pétrole                   |
| 20         | Léon Serpollet                                     | Société des Générateurs, Paris                       | côte à côte                             | 4           | Serpollet                                                      | vapeur                    |
| 21         |                                                    | Société des Générateurs, Paris                       |                                         | 4           | Serpollet                                                      | vapeur                    |
| 22         |                                                    | Compagnie des moteurs légers, Paris                  |                                         | 4           |                                                                | pétrole                   |
| 23         |                                                    | Société Française des Cycles Gladiator-Phébus, Paris | quadricycle                             | 2           |                                                                | vapeur, chauffage pétrole |
| 24         | Amédée Bollée                                      | Bollée, Le Mans                                      | La Nouvelle                             | 6           |                                                                | vapeur                    |
| 25         | Charles Jeantaud                                   | Jeantaud, Paris                                      |                                         | 4           |                                                                | électricité               |
| 26         |                                                    | M. Édouard Rossel, Lille                             |                                         | 2           |                                                                | pétrole                   |
| 27         |                                                    | M. Bogard, Versailles                                |                                         | 4           |                                                                | électricité               |
| 28         | M. Belanger / Hippolyte Panhard                    | Panhard et Levassor, Paris                           |                                         | 5           |                                                                | pétrole                   |
| 29         |                                                    | M. Schmidt-Dolne, Neuilly-sur-Seine                  | bicyclette transformable en quadricycle | 1           |                                                                | pétrole lampant           |
| 30         |                                                    | M. Th. Klaus, Lyon                                   | tricycle                                | 1           |                                                                | pétrole                   |
| 31         |                                                    | MM. Cheynet et Charrondière, Lyon                    |                                         | 4           |                                                                | pétrole                   |
| 32         |                                                    | M. Lepape, Paris                                     |                                         | 4           |                                                                | pétrole                   |
| (33)       |                                                    | M. Marc Létang, Paris                                | bicyclette                              | 1           |                                                                | vapeur                    |
| (34)       |                                                    | MM. Briest frères, Nantes                            | bicyclette                              | 1           |                                                                | pétrole                   |
| 35         |                                                    | M. Alfred Vacheron, Paris                            |                                         | 4           |                                                                | pétrole                   |
| 36         |                                                    | M. Tenting, Paris                                    |                                         | 4           |                                                                | pétrole                   |
| 37         | Fréderic/Paul Thaillier                            | MM. Vincke et Louis Delmer, Malines (Belgique)       | Victoria                                | 6           | Daimler                                                        | gazoline                  |
| 38         |                                                    | M. L. Marc, Paris                                    |                                         | 4           | de Dion, Bouton et Chatenet                                    | vapeur                    |
| 39         |                                                    | M. Lauroi, Paris                                     |                                         | 4           |                                                                | vapeur                    |
| 40         |                                                    | M. Delannoy, Beauvois (Nord)                         |                                         | 4           |                                                                | pétrole                   |
| 41         |                                                    | M. Barbé, Ingénieur, Paris                           | tricycle                                | 1           |                                                                | vapeur                    |
| (42)       | Félix Millet                                       | M. Millet, Persan-Beaumont                           | bicyclette                              | 1           | 5 cylindre en étoile, directement logé dans la roue arrière    | pétrole                   |
| 43         |                                                    | MM. Gautier, Wehrlé et Cie, Paris                    | la Cigale                               | 4           | Serpollet                                                      | vapeur                    |
| 44         |                                                    | MM. Quentin frères et Cie, Valenciennes              |                                         | 2           |                                                                | pétrole                   |
| 45         |                                                    | M. A. Ménier, Paris                                  |                                         | 2           |                                                                | gazoline                  |
| 46         | André & Édouard Michelin                           | Michelin, Paris                                      | l'Eclair                                | 2           | Daimler                                                        | pétrole                   |

## Déroulement de la course

### Départ de Paris
Le mardi 11 juin :
- 9 h les concurrents se rassemblent sur la place de l'Étoile (Paris).
- 10 h (10 h 10 pour Le Temps), les concurrents relient l'Arc de Triomphe jusqu'au château de Versailles, à une vitesse moyenne imposée de 12 km/h. L'ordre du départ de Paris est désigné par un tirage au sort.

| Ordre de départ | no   | Pilote                        | Écurie                                      |
| --------------- | ---- | ----------------------------- | ------------------------------------------- |
| 1               | 15   | Louis Rigoulot                | Peugeot                                     |
| 2               | 3    | Le Comte de Chasseloup-Laubat | De Dion-Bouton                              |
| 3               | 8    | Auguste Doriot                | Peugeot                                     |
| 4               | 35   |                               | M. Alfred Vacheron                          |
| 5               | 12   | Hans Thum                     | Roger                                       |
| 6               | 5    | Émile Levassor                | Panhard et Levassor                         |
| 7               | 19   |                               | Lebrun et Duval                             |
| 8               | 24   | Amédée Bollée                 | Bollée                                      |
| 9               | 27   |                               | M. Bogard                                   |
| 10              | 32   |                               | M. Lepape                                   |
| 11              | 16   | Isaac / Paul Koechlin         | Peugeot                                     |
| 12              | 6    | Prévost                       | Peugeot                                     |
| 13              | 22   |                               | Compagnie des moteurs légers                |
| 14              | 10   | Decauville                    | Société des Moteurs et Voitures automobiles |
| 15              | 20   | Léon Serpollet                | Société des Générateurs                     |
| 16              | 21   |                               | Société des Générateurs                     |
| 17              | 43   |                               | MM. Gautier, Wehrlé et Cie                  |
| 18              | 18   | Pierre Gautier                | Gautier                                     |
| 19              | 7    | Émile Mayade                  | Panhard et Levassor                         |
| 20              | 13   | Émile Roger                   | Roger                                       |
| 21              | 46   | les frères Michelin           | Michelin                                    |
| 22              | 25   | Charles Jeantaud              | Jeantaud                                    |
| 23              | 1    | Jules-Albert de Dion          | De Dion-Bouton                              |
| 24              | 37   | Frédéric/Paul Thaillier       | MM. Vincke et Louis Delmer                  |
| 25              | 28   | Bélanger                      | Panhard et Levassor                         |
| 26              | 40   |                               | M. Delannoy                                 |
| (2 roues)       |      |                               |                                             |
| 27              | (14) | Georges Osmont                | Ducan et Suberbie                           |
| 28              | (42) | Félix Millet                  | M. Millet                                   |
| 29              | (34) |                               | MM. Briest frères                           |
| 30              | (33) |                               | M. Marc Létang                              |

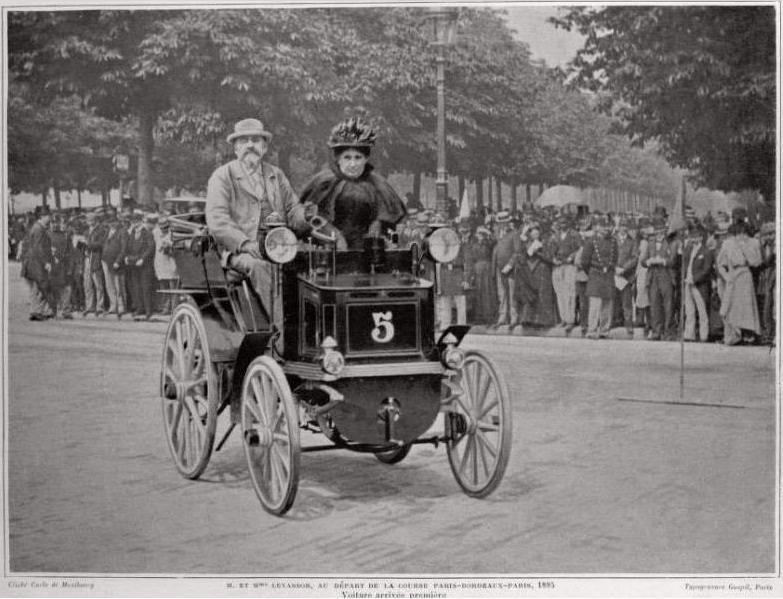
La voiture d'Émile Levassor, ici avec Madame, au départ.

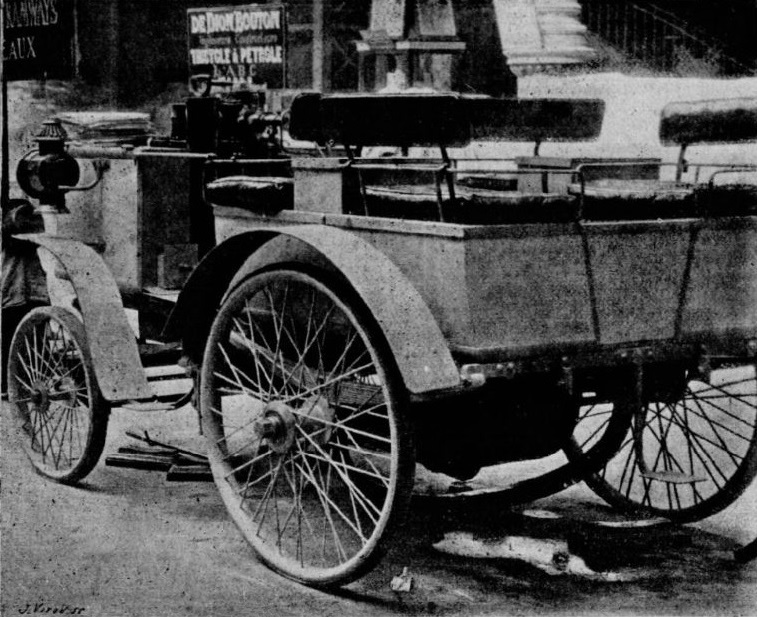
La voiture no 3 De Dion-Bouton du comte de Chasseloup-Laubat (dog-cart à vapeur 4-places) au départ (puis arrêtée à Tours).

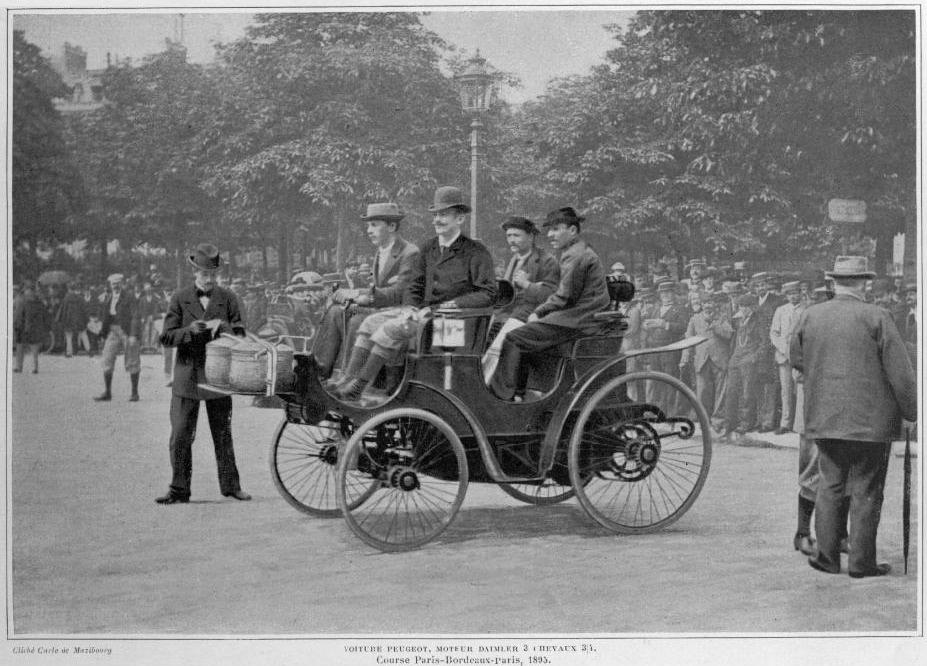
Phaéton Peugeot Type 7 4-places d'Isaac et Paul Koechlin de Valentigney, à moteur Daimler 3 HP 3-4, au départ.

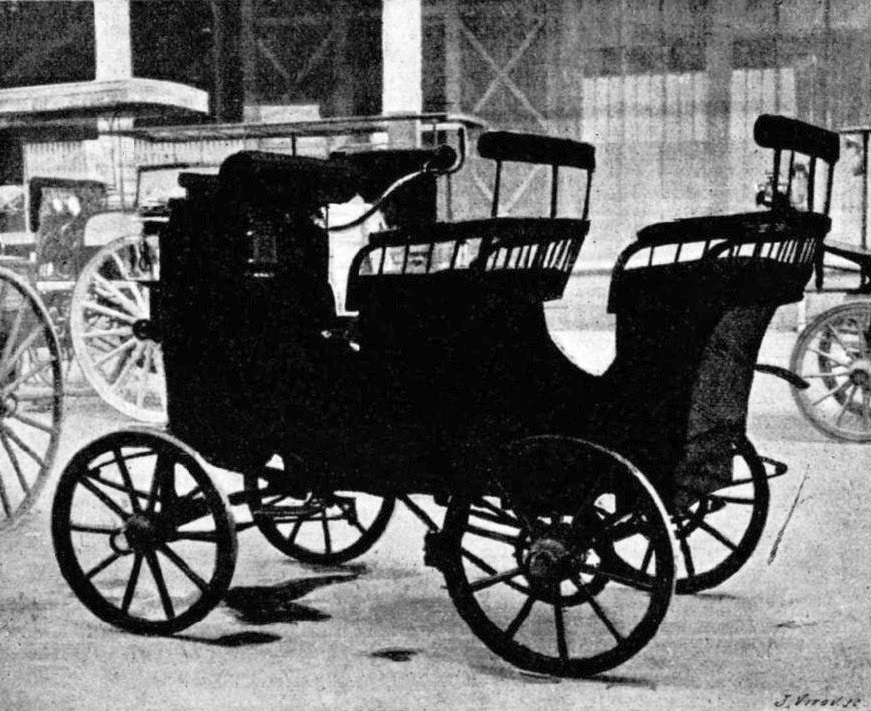
La voiture à pétrole no 18 de l'ingénieur-constructeur parisien Pierre Gautier, au départ.

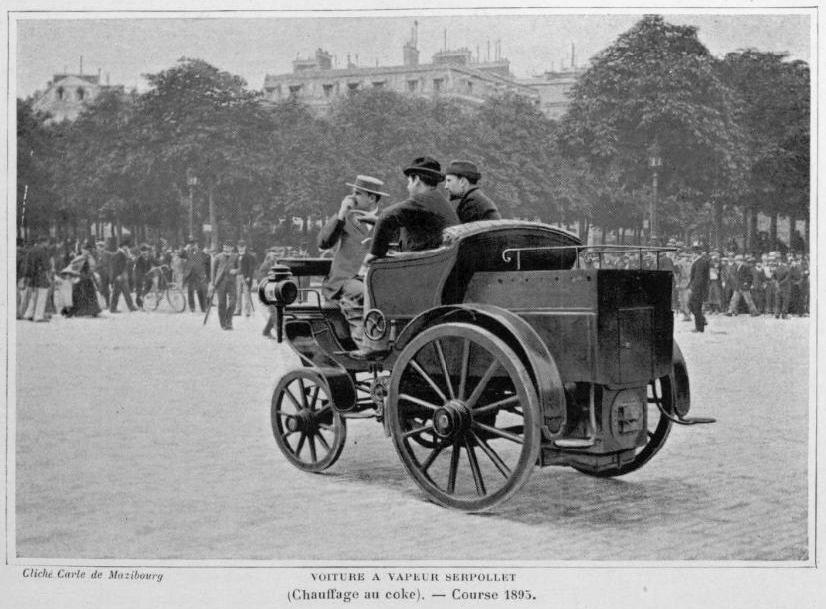
La voiture à vapeur de Léon Serpollet, au départ.

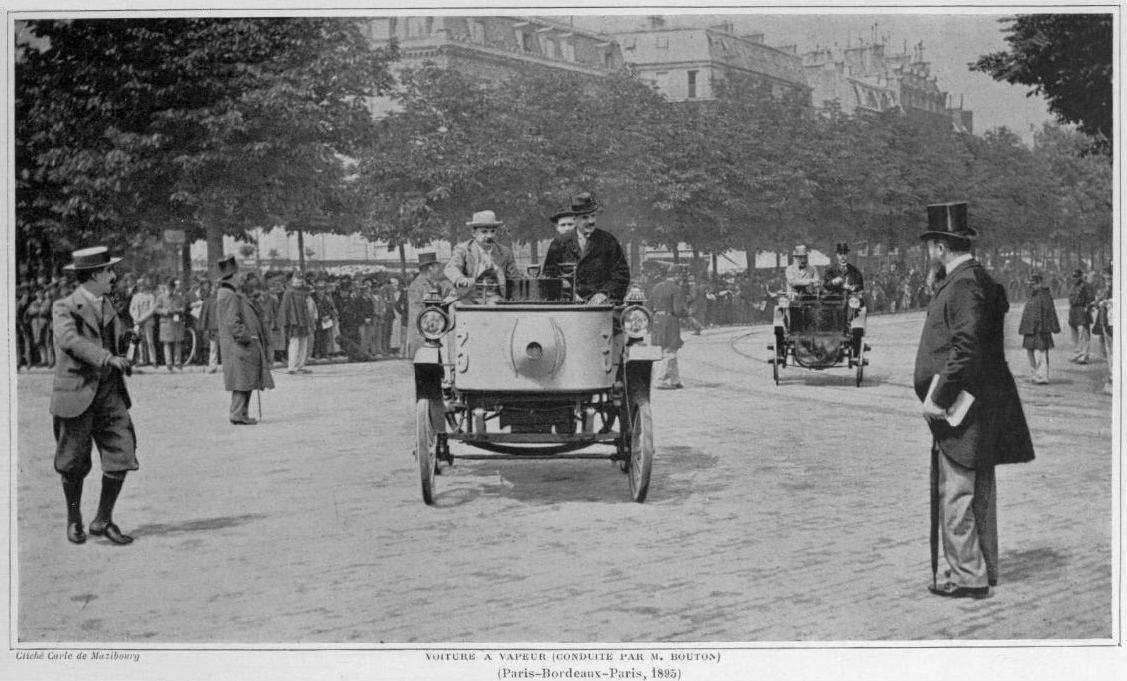
La voiture à vapeur du Comte de Dion, au départ.

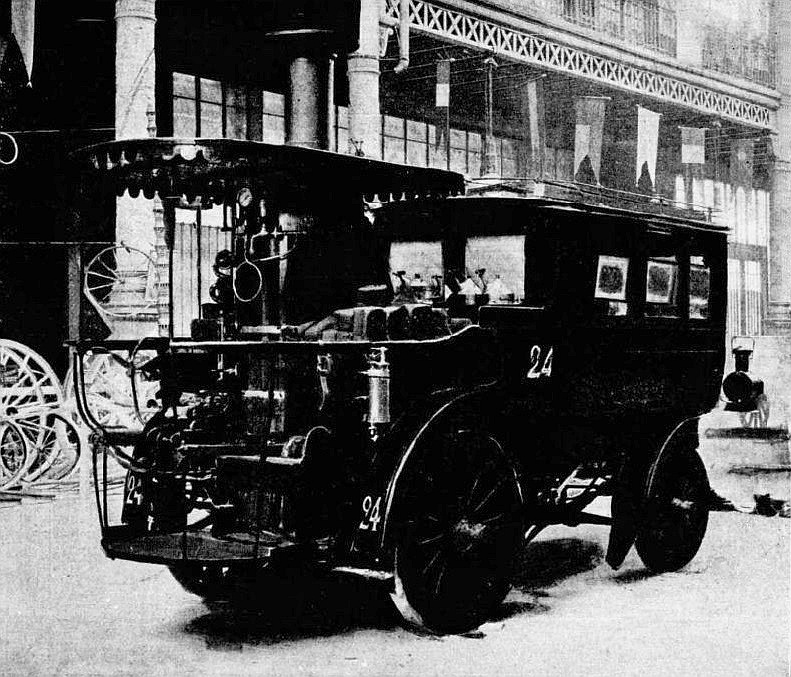
L'omnibus à vapeur du mançois Amédée Bollée 'La Nouvelle', no 24 à 6 places, au départ.

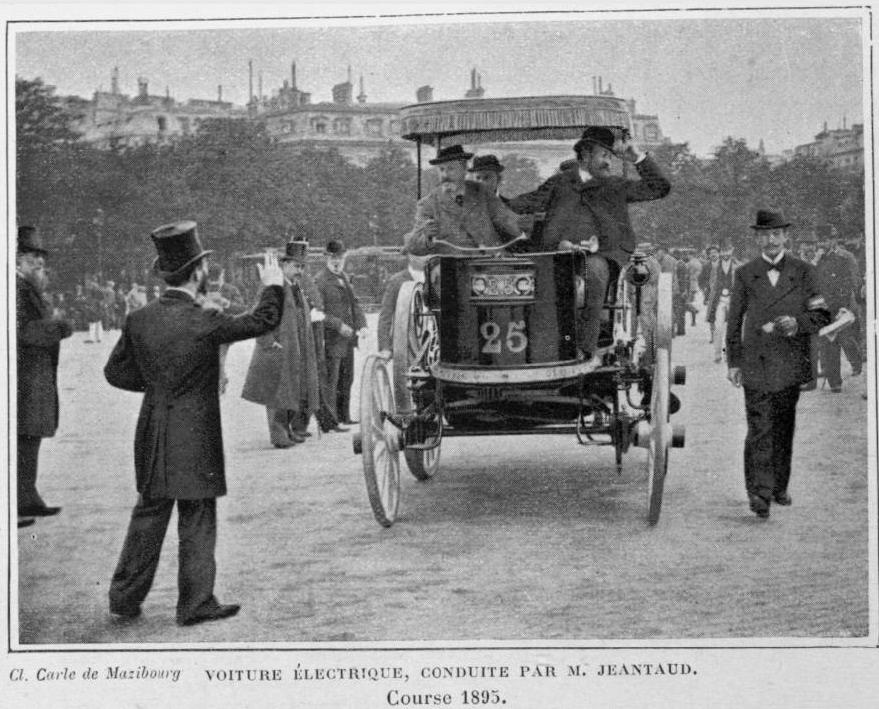
La voiture électrique de Charles Jeantaud, au départ.

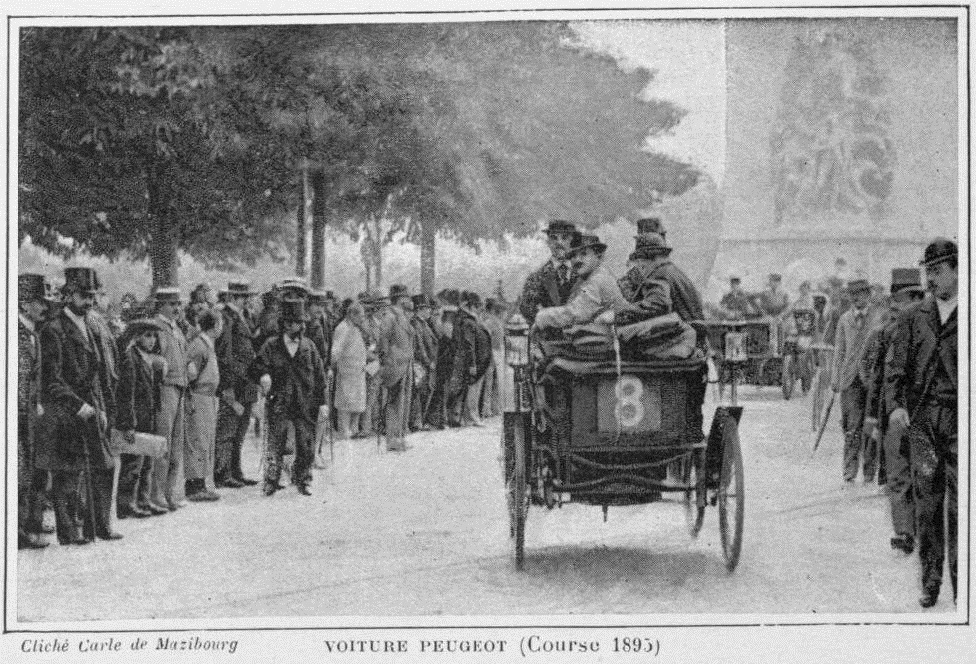
La voiture Peugeot d'Auguste Doriot, au départ.

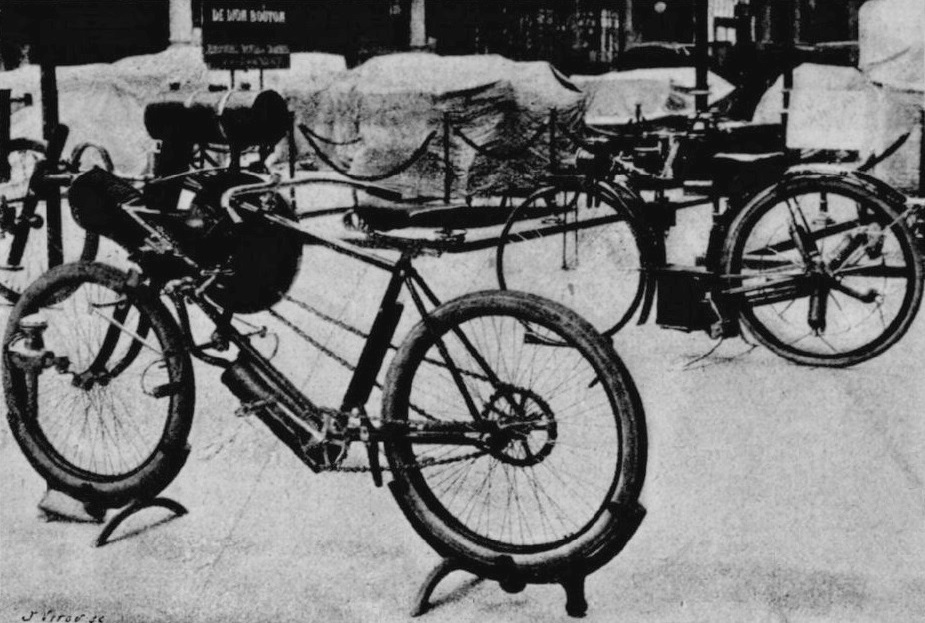
La bicyclette à pétrole de Briest (no 34, G) et la bicyclette à vapeur de Marc Létang (médecin, no 33, D), au départ.

- 11 h Arrivée, par la rue Colbert, à Versailles (place d'armes du château).

### Départ de Versailles
Le départ est donné par le Marquis Chasseloup-Laubat, assisté par M. Berger député de la Seine.
| Ordre de départ | Heure   | no   | Pilote                     | Observation                    |
| --------------- | ------- | ---- | -------------------------- | ------------------------------ |
| 1               | 12 h 5  | 15   | Louis Rigoulot             | 12 h 20 pour le petit parisien |
| 2               | 12 h 7  | 3    | Comte de Chasseloup-Laubat |                                |
| 3               | 12 h 9  | 8    | Auguste Doriot             |                                |
| 4               | 12 h 11 | 12   | Hans Thum                  |                                |
| 5               | 12 h 13 | 5    | Émile Levassor             |                                |
| 6               | 12 h 15 | 24   | Amédée Bollée              |                                |
| 7               | 12 h 17 | 16   | Isaac / Paul Koechlin      |                                |
| 8               | 12 h 19 | 6    | Prévost                    |                                |
| 9               | 12 h 21 | 20   | Léon Serpollet             |                                |
| 10              | 12 h 23 | 21   |                            |                                |
| 11              | 12 h 25 | 18   | Pierre Gautier             |                                |
| 12              | 12 h 27 | 7    | Émile Mayade               |                                |
| 13              | 12 h 29 | 13   | Émile Roger                |                                |
| 14              | 12 h 31 | 25   | Charles Jeantaud           |                                |
| 15              | 12 h 33 | 1    | Jules-Albert de Dion       |                                |
| 16              | 12 h 46 | 37   | Frédéric/Paul Thaillier    |                                |
| 19              | 12 h 53 | 28   | Bélanger                   |                                |
| 17              |         | 26   |                            |                                |
| 18              |         | 43   |                            |                                |
| 20              | 13 h 0  | (42) | Félix Millet               |                                |
| 21              | 13 h 0  | (14) | Duncan, Suberbie et Cie    |                                |

La 21 casse une roue arrière, à la suite d'un choc au pont de Bue à l'angle de la rue des Chantiers et de la rue Porte-de-Buc, à la sortie de Versailles, pas de blessé.
La (34) ne dépasse pas Saint-Rémy ((Le Matin), quelle position au départ de Versailles ?).
La 25 est la seule voiture électrique à franchir la côte de La Forêt-le-Roi.

#### Passage à Étampes
(Passage non obligatoire).
| Ordre d'arrivée | Heure   | no   | Pilote                     | Observation |
| --------------- | ------- | ---- | -------------------------- | ----------- |
| 1               | 14 h 19 | 3    | Comte de Chasseloup Laubat |             |
| 2               | 14 h 35 | 5    | Émile Levassor             |             |
| 3               | 14 h 43 | 15   | Louis Rigoulot             |             |
| 4               | 14 h 55 | 8    | Auguste Doriot             |             |
| 5               | 15 h 5  | 6    | Prévost                    |             |
| 6               | 15 h 46 | 1    | Jules-Albert de Dion       |             |
| 7               | 15 h 50 | 7    | Émile Mayade               |             |
| 8               | 15 h 55 | 12   | Hans Thum                  |             |
| 9               | 16 h 0  | 28   | Bélanger                   |             |
| 10              | 16 h 5  | (42) | Félix Millet               |             |
| 11              | 16 h 5  | 24   | Amédée Bollée              |             |
| 12              | 16 h 5  | 13   | Émile Roger                |             |
| 13              | 16 h 5  | 16   | Isaac / Paul Koechlin      |             |
| 14              | 16 h 25 | (14) | Georges Osmont             |             |
| 15              | 16 h 40 | 20   | Léon Serpollet             |             |
| 16              | 17 h 5  | 37   | Frédéric/Paul Thaillier    |             |
| 17              | 17 h 15 | 18   | Pierre Gautier             |             |
| 18              | 18 h 0  | 25   | Charles Jeantaud           |             |

#### Passage à Orléans
L'hôtel Saint-Aignan sur la place Saint-Aignan.
| Ordre d'arrivé | Heure   | no   | Pilote                     | Observation                               |
| -------------- | ------- | ---- | -------------------------- | ----------------------------------------- |
| 1              | 16 h 34 | 3    | Comte de Chasseloup Laubat |                                           |
| 2              | 16 h 40 | 5    | Émile Levassor             |                                           |
| 3              | 17 h 13 | 15   | Louis Rigoulot             |                                           |
| 4              | 17 h 36 | 8    | Auguste Doriot             |                                           |
| 5              | 17 h 40 | 6    | Prévost                    |                                           |
| 6              | 18 h 48 | 28   | Bélanger                   |                                           |
| 7              | 18 h 56 | 12   | Hans Thum                  |                                           |
| 8              | 18 h 57 | 16   | Isaac / Paul Koechlin      |                                           |
| 9              | 18 h 59 | 24   | Amédée Bollée              |                                           |
| 10             | 19 h 1  | 1    | Jules-Albert de Dion       | 19 h 11 pour Le Figaro                    |
| 11             | 19 h 54 | 13   | Émile Roger                |                                           |
| 12             | 20 h 9  | 20   | Léon Serpollet             |                                           |
| 13             | 21 h 19 | 7    | Émile Mayade               |                                           |
| 14             | 21 h 38 | 37   | Frédéric/Paul Thaillier    |                                           |
| 15             | 21 h 46 | (14) | Georges Osmont             |                                           |
| 16             | 21 h 46 | 40   |                            | quelle position au départ de Versailles ? |
| 17             | 22 h 3  | 18   | Pierre Gautier             |                                           |

La (42) de Félix Millet et la 25 de Charles Jeantaud avec un problème d'essieu, ne repartent pas d'Orléans.

#### Passage à Blois
(Passage non obligatoire).
| Ordre d'arrivée | Heure   | no | Pilote                     | Observation           |
| --------------- | ------- | -- | -------------------------- | --------------------- |
| 1               | 18 h 22 | 3  | Comte de Chasseloup Laubat |                       |
| 2               | 18 h 42 | 5  | Émile Levassor             |                       |
| 3               | 19 h 33 | 15 | Louis Rigoulot             |                       |
| 4               | 20 h 0  | 6  | Prévost                    |                       |
| 5               | 20 h 10 | 8  | Auguste Doriot             | 19 h 57 pour Le Matin |

#### Passage à Tours
Hôtel du Faisan.
| Ordre d'arrivée | Heure   | no   | Pilote                     | Observation                                                             |
| --------------- | ------- | ---- | -------------------------- | ----------------------------------------------------------------------- |
| 1               | 20 h 45 | 5    | Émile Levassor             | 20 h 40 pour Le Figaro et Le Matin                                      |
| 2               | 21 h 50 | 3    | Comte de Chasseloup Laubat | Piston cassé à la suite d'un accident à Vouvray, ne repart pas de Tours |
| 3               | 22 h 10 | 15   | Louis Rigoulot             |                                                                         |
| 4               | 22 h 40 | 6    | Prévost                    |                                                                         |
| 5               | 22 h 45 | 8    | Auguste Doriot             |                                                                         |
| Mercredi 12     |         |      |                            |                                                                         |
| 6               | 0 h 0   | 28   | Bélanger                   |                                                                         |
| 7               | 0 h 40  | 16   | Isaac / Paul Koechlin      |                                                                         |
| 8               | 1 h 12  | 12   | Hans Thum                  |                                                                         |
| 9               | 2 h 25  | 1    | Jules-Albert de Dion       |                                                                         |
| 10              | 2 h 28  | 13   | Émile Roger                |                                                                         |
| 11              | 3 h 12  | 20   | Léon Serpollet             |                                                                         |
| 12              | 3 h 33  | 7    | Émile Mayade               |                                                                         |
| 13              | 7 h 3   | (14) | Georges Osmont             |                                                                         |
| 14              | 21 h 38 | 46   | les frères Michelin        | quelle position au départ de Versailles ?                               |
| 15              | 9 h 0   | 37   | Frédéric/Paul Thaillier    |                                                                         |

#### Passage à Poitiers
Hôtel Tribot.
| Ordre d'arrivée | Heure   | no   | Pilote                | Observation |
| --------------- | ------- | ---- | --------------------- | ----------- |
| 1               | 0 h 45  | 5    | Émile Levassor        |             |
| 2               | 2 h 47  | 15   | Louis Rigoulot        |             |
| 3               | 3 h 0   | 8    | Auguste Doriot        |             |
| 4               | 3 h 29  | 6    | Prévost               |             |
| 5               | 5 h 12  | 16   | Isaac / Paul Koechlin |             |
| 6               | 5 h 50  | 28   | Bélanger              |             |
| 7               | 7 h 35  | 12   | Hans Thum             |             |
| 8               | 8 h 16  | 20   | Léon Serpollet        |             |
| 9               | 8 h 26  | 7    | Émile Mayade          |             |
| 10              | 8 h 50  | 13   | Émile Roger           |             |
| 11              | 9 h 30  | 1    | Jules-Albert de Dion  |             |
| 12              | 11 h 28 | (14) | Georges Osmont        |             |

#### Passage à Angoulême
Buffet de la gare.
| Ordre d'arrivée | Heure   | no   | Pilote                | Observation                           |
| --------------- | ------- | ---- | --------------------- | ------------------------------------- |
| 1               | 5 h 25  | 5    | Émile Levassor        |                                       |
| 2               | 8 h 40  | 15   | Louis Rigoulot        |                                       |
| 3               | 8 h 43  | 8    | Auguste Doriot        |                                       |
| 4               | 8 h 45  | 6    | Prévost               | chien écrasé, roue cassée à Pontouvre |
| 5               | 11 h 19 | 16   | Isaac / Paul Koechlin |                                       |
| 6               | 11 h 45 | 28   | Bélanger              |                                       |
| 7               | 13 h 29 | 12   | Hans Thum             | 13 h 18 pour Le Figaro                |
| 8               | 15 h 22 | 20   | Léon Serpollet        |                                       |
| 9               | 18 h 30 | 1    | Jules-Albert de Dion  | abandonne la course.                  |
| 10              | 18 h 55 | (14) | Georges Osmont        |                                       |

La (14) reste en panne à la Couronne.

### Demi-tour à Bordeaux
Café anglais, les allées de Tourny.
| Ordre d'arrivée | Heure   | no | Pilote                | Observation                                                          |
| --------------- | ------- | -- | --------------------- | -------------------------------------------------------------------- |
| 1               | 10 h 38 | 5  | Émile Levassor        | 5 min d'arrêt, coupe de champagne avec M. Cazalet, adjoint au maire. |
| 2               | 14 h 10 | 15 | Louis Rigoulot        |                                                                      |
| 3               | 15 h 28 | 8  | Auguste Doriot        |                                                                      |
| 4               | 17 h 23 | 16 | Isaac / Paul Koechlin |                                                                      |
| 5               | 19 h 20 | 28 | Bélanger              |                                                                      |
| 6               | 22 h 45 | 12 | Hans Thum             | 21 h 45 pour Le Gaulois                                              |
| Jeudi 13        |         |    |                       |                                                                      |
| 7               | 0 h 22  | 7  | Émile Mayade          | 0 h 12 pour La Lanterne                                              |
| 8               | 1 h 15  | 20 | Léon Serpollet        |                                                                      |
| 9               | 7 h 20  | 13 | Émile Roger           |                                                                      |
| 10              | 9 h 45  | 24 | Amédée Bollée         |                                                                      |
| 11              | 12 h 22 | 6  | Prévost               |                                                                      |
| 12              | 12 h 45 | 46 | les frères Michelin   |                                                                      |

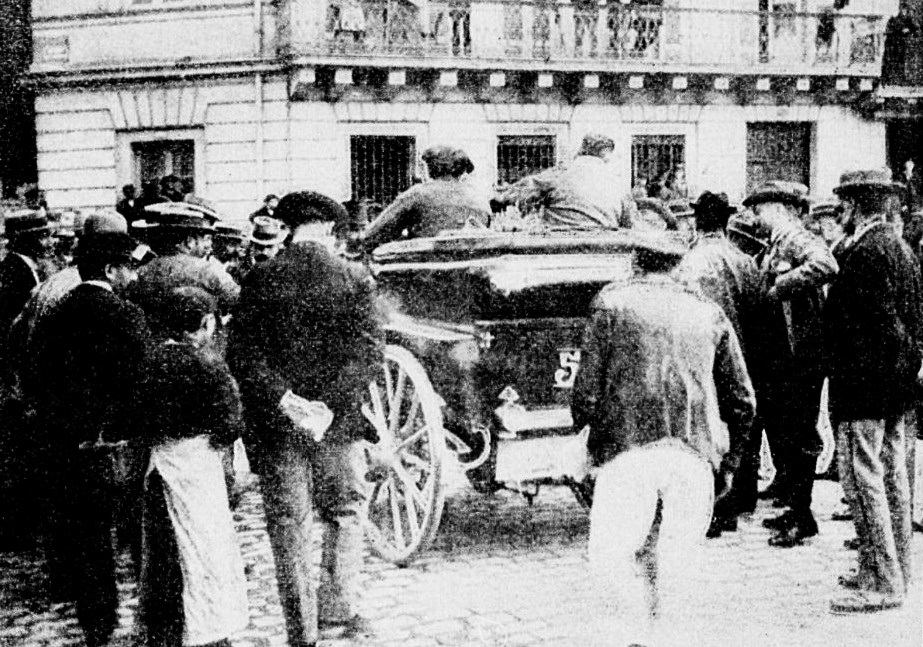
Émile Levassor, en tête au virage à Bordeaux devant le café anglais.

La 5 a un accident à Arveyres et repart à 12 h 8 après réparation (contesté par Émile Levassor dès son arrivée).

#### Passage retour à Angoulême
Buffet de la gare.
| Ordre d'arrivée | Heure   | no | Pilote                | Observation |
| --------------- | ------- | -- | --------------------- | ----------- |
| 1               | 16 h 28 | 5  | Émile Levassor        |             |
| 2               | 20 h 15 | 15 | Louis Rigoulot        |             |
| 3               | 23 h 50 | 8  | Auguste Doriot        |             |
| Jeudi 13        |         |    |                       |             |
| 4               | 4 h 20  | 28 | Bélanger              |             |
| 5               | 7 h 16  | 12 | Hans Thum             |             |
| 6               | 9 h 50  | 20 | Léon Serpollet        |             |
| 7               | 10 h 7  | 7  | Émile Mayade          |             |
| 8               | 12 h 55 | 16 | Isaac / Paul Koechlin |             |

#### Passage retour à Poitiers
Hôtel Tribot.
| Ordre d'arrivée | Heure   | no | Pilote                | Observation |
| --------------- | ------- | -- | --------------------- | ----------- |
| 1               | 21 h 50 | 5  | Émile Levassor        |             |
| Jeudi 13        |         |    |                       |             |
| 2               |         | 15 | Louis Rigoulot        |             |
| 3               | 7 h 20  | 8  | Auguste Doriot        |             |
| 4               |         | 16 | Isaac / Paul Koechlin |             |
| 5               | 7 h 28  | 6  | Prévost               |             |
| 6               | 14 h 0  | 12 | Hans Thum             |             |
| 7               | 15 h 28 | 28 | Bélanger              |             |
| 8               | 16 h 52 | 20 | Léon Serpollet        |             |
| 9               | 17 h 23 | 7  | Émile Mayade          |             |

#### Passage retour à Tours
Hôtel du Faisan.
| Ordre d'arrivée | Heure    | no       | Pilote                | Observation |
| Jeudi 13        | Jeudi 13 | Jeudi 13 | Jeudi 13              | Jeudi 13    |
| --------------- | -------- | -------- | --------------------- | ----------- |
| 1               | 2 h 10   | 5        | Émile Levassor        |             |
| 2               | 7 h 0    | 15       | Louis Rigoulot        |             |
| 3               | 12 h 20  | 8        | Auguste Doriot        |             |
| 4               | 12 h 37  | 16       | Isaac / Paul Koechlin |             |
| 5               | 19 h 45  | 12       | Hans Thum             |             |
| 6               | 20 h 20  | 28       | Bélanger              |             |

La 20, à la suite d'un vilebrequin cassé, ne repart pas de tours (Tours ou Poitiers).

#### Passage retour à Blois
(Passage non obligatoire).
| Ordre d'arrivée | Heure    | no       | Pilote                | Observation |
| Jeudi 13        | Jeudi 13 | Jeudi 13 | Jeudi 13              | Jeudi 13    |
| --------------- | -------- | -------- | --------------------- | ----------- |
|                 | 14 h 5   | 16       | Isaac / Paul Koechlin |             |
|                 | 14 h 35  | 8        | Auguste Doriot        |             |

#### Passage retour à Orléans
L'hôtel Saint-Aignan sur la place Saint-Aignan.
| Ordre d'arrivée | Heure    | no       | Pilote                | Observation |
| Jeudi 13        | Jeudi 13 | Jeudi 13 | Jeudi 13              | Jeudi 13    |
| --------------- | -------- | -------- | --------------------- | ----------- |
| 1               | 6 h 35   | 5        | Émile Levassor        |             |
| 2               | 11 h 43  | 15       | Louis Rigoulot        |             |
| 3               | 16 h 56  | 8        | Auguste Doriot        |             |
| 4               | 17 h 23  | 16       | Isaac / Paul Koechlin |             |
| Vendredi 14     |          |          |                       |             |
| Samedi 15       |          |          |                       |             |
|                 |          | 6        | Prévost               |             |
|                 |          | 46       | les frères Michelin   |             |

#### Passage retour à Étampes
(Passage non obligatoire).
| Ordre d'arrivée | Heure  | no | Pilote         | Observation                   |
| --------------- | ------ | -- | -------------- | ----------------------------- |
| 1               | 9 h 30 | 5  | Émile Levassor | 9 h 40 pour Le petit Parisien |

#### Passage retour à Versailles
Place d'armes du château.
| Ordre d'arrivée | Heure   | no | Pilote         | Observation |
| --------------- | ------- | -- | -------------- | ----------- |
| 1               | 12 h 12 | 5  | Émile Levassor |             |
| 2               | 17 h 55 | 15 | Louis Rigoulot |             |

### Arrivée à Paris

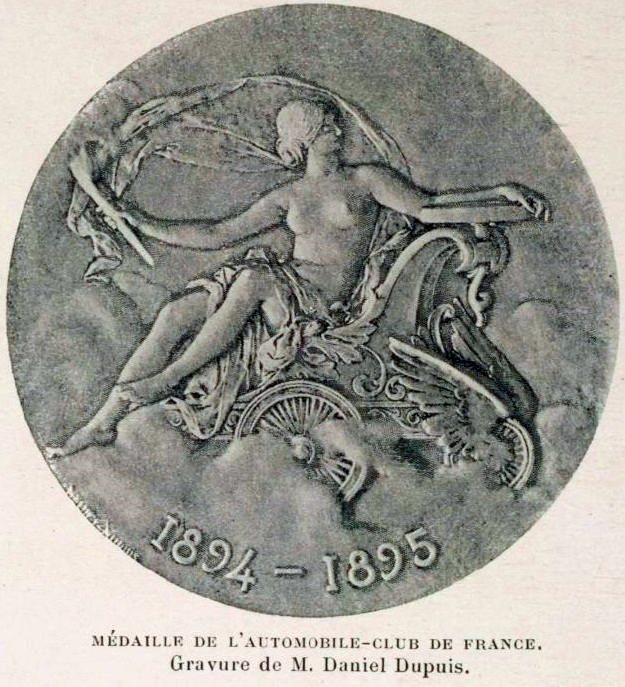
Médaille de l'Automobile Club de France, remise au vainqueur de la course.

Restaurant Gillet, Porte Maillot.
| Ordre d'arrivée                       | Heure    | no       | Pilote                | Ecurie              | Temps estimé & Observation        |
| Jeudi 13                              | Jeudi 13 | Jeudi 13 | Jeudi 13              | Jeudi 13            | Jeudi 13                          |
| ------------------------------------- | -------- | -------- | --------------------- | ------------------- | --------------------------------- |
| 1                                     | 12 h 57  | 5        | Émile Levassor        | Panhard et Levassor | 48 h 44, 48 h 42 le Petit Journal |
| 2                                     | 18 h 37  | 15       | Louis Rigoulot        | Peugeot             | 54 h 53                           |
| 3                                     | 23 h 55  | 8        | Auguste Doriot        | Peugeot             | 59 h 49                           |
| Vendredi 14                           |          |          |                       |                     |                                   |
| 4                                     | 0 h 2    | 16       | Isaac / Paul Koechlin | Peugeot             | 59 h 48                           |
| 5                                     | 11 h 22  | 12       | Hans Thum             | Roger               |                                   |
| 6                                     | 16 h 55  | 7        | Émile Mayade          | Panhard et Levassor |                                   |
| 7                                     | 17 h 0   | 28       | Bélanger / H. Panhard | Panhard et Levassor | 17 h 20 Le Temps                  |
| 8                                     | 22 h 15  | 13       | Émile Roger           | Roger               |                                   |
| Samedi 15                             |          |          |                       |                     |                                   |
| 9                                     | 6 h 15   | 24       | Amédée Bollée         | Bollée              | 90 h 3                            |
| Après le temps règlementaire de 100 h |          |          |                       |                     |                                   |
| 10                                    | 19 h 50  | 46       | les frères Michelin   | Michelin            |                                   |

## Attribution des prix
- 1er prix de 34 000 francs, est attribué au numéro 16 Isaac / Paul Koechlin
- 2e prix de 13 600 francs, est attribué au numéro 5 Emile Levassor
- 3e prix est attribué au numéro 15 Louis Rigoulot
- 4e prix est attribué au numéro 8 Auguste Doriot
- 5e prix est attribué au numéro 7 Émile Mayade
- 6e prix est attribué au numéro 12 Hans Thum
- 7e prix est attribué au numéro 13 Émile Roger

## Anecdotes
- Le 29 septembre 1965, pour célébrer les 70 ans de l'arrivée d'Émile Levassor sur la fameuse numéro 5 PL, Paul Panhard et Pierre Bercot alors directeur de Citroën décident de poser en tenues d'époque lors d'une cérémonie devant le monument créé en 1907 par Camille Lefèvre dans le square Alexandre-et-René-Parodi (Paris 16e), comme en témoignent encore quelques photographies des agences Getty[9] et Corbis[10].
- Dans la série d'animation Il était une fois… l'Homme, le 24e épisode (Ah ! La belle époque), présente un résumé rapide de la course[11].
- Dans les quotidiens :

« Allez de Paris à Bordeaux sur une voiture à vapeur constitue une fatigue sérieuse. Il faut un vin à la fois réconfortant, procurant une légère nervosité et doux à l'estomac. Voilà pourquoi, hier matin, tous les sportsmen avaient garni les coffres de leurs voitures de flacons de Pouilly sortis des caves de M. Bernot, propriétaire à Pouilly (Nièvre). »

— un Domino, Le Gaulois, 12 juin 1895

« Que conclure de cette épreuve ? Que la locomotion automobile a reçu aujourd'hui ses lettres de créances et que le succès d'hier l'implante désormais parmi nous; dans quelques années, le cheval sera un luxe ou un comestible et l'armée adoptera les voitures sans chevaux. Saluons donc l'ère nouvelle et félicitons celui dont le nom aura présidé à sa naissance : M. Levassor. »

— Paul Meyan, Le Figaro, 14 juin 1895

## Galerie

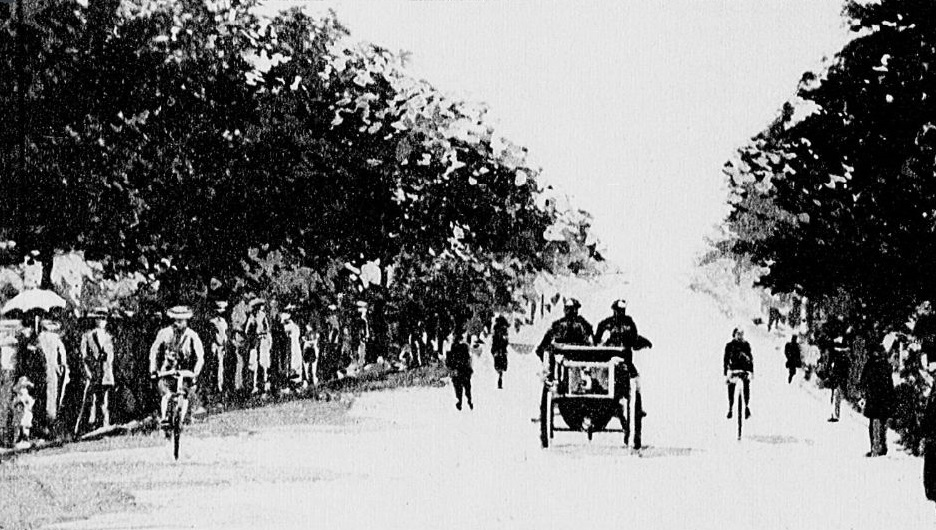
L'arrivée victorieuse du premier Paris-Bordeaux-Paris 1895.
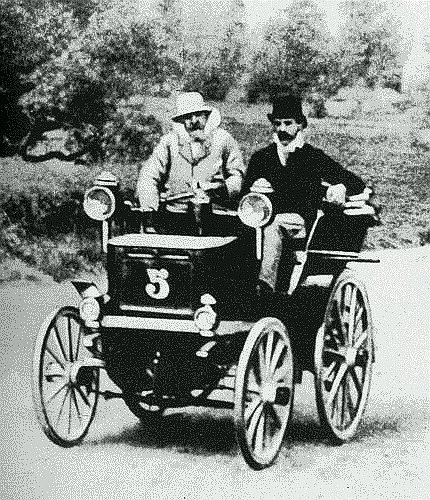
Émile Levassor et Charles d'Hostingue, sur leur Panhard & Levassor no 5 4 hp Phenix 2-places.
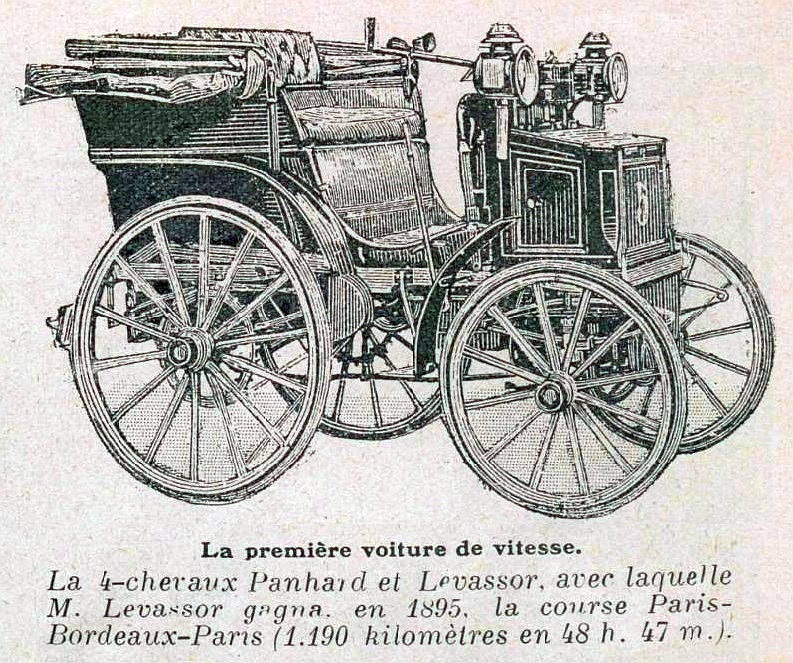
Panhard 4 hp 1895, vainqueur de Bordeaux-Paris-Bordeaux avec Émile Levassor (no 5).
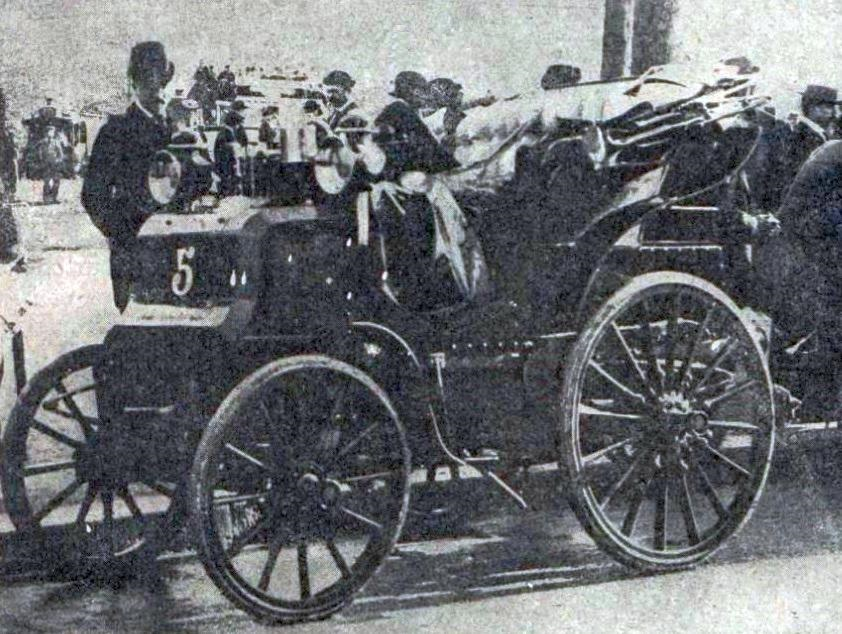
La Panhard 4HP de Levassor.
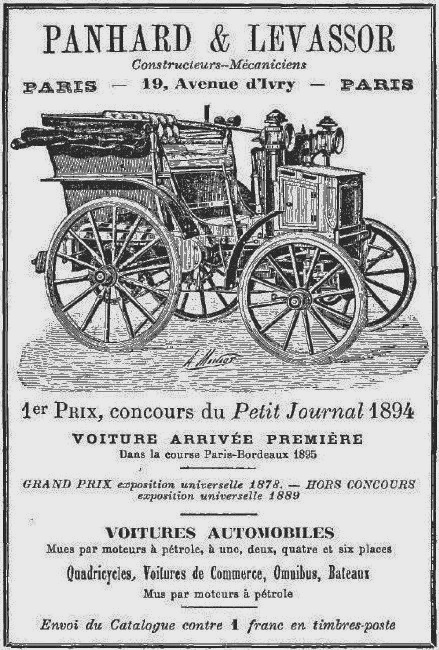
Publicité Panhard (1896).
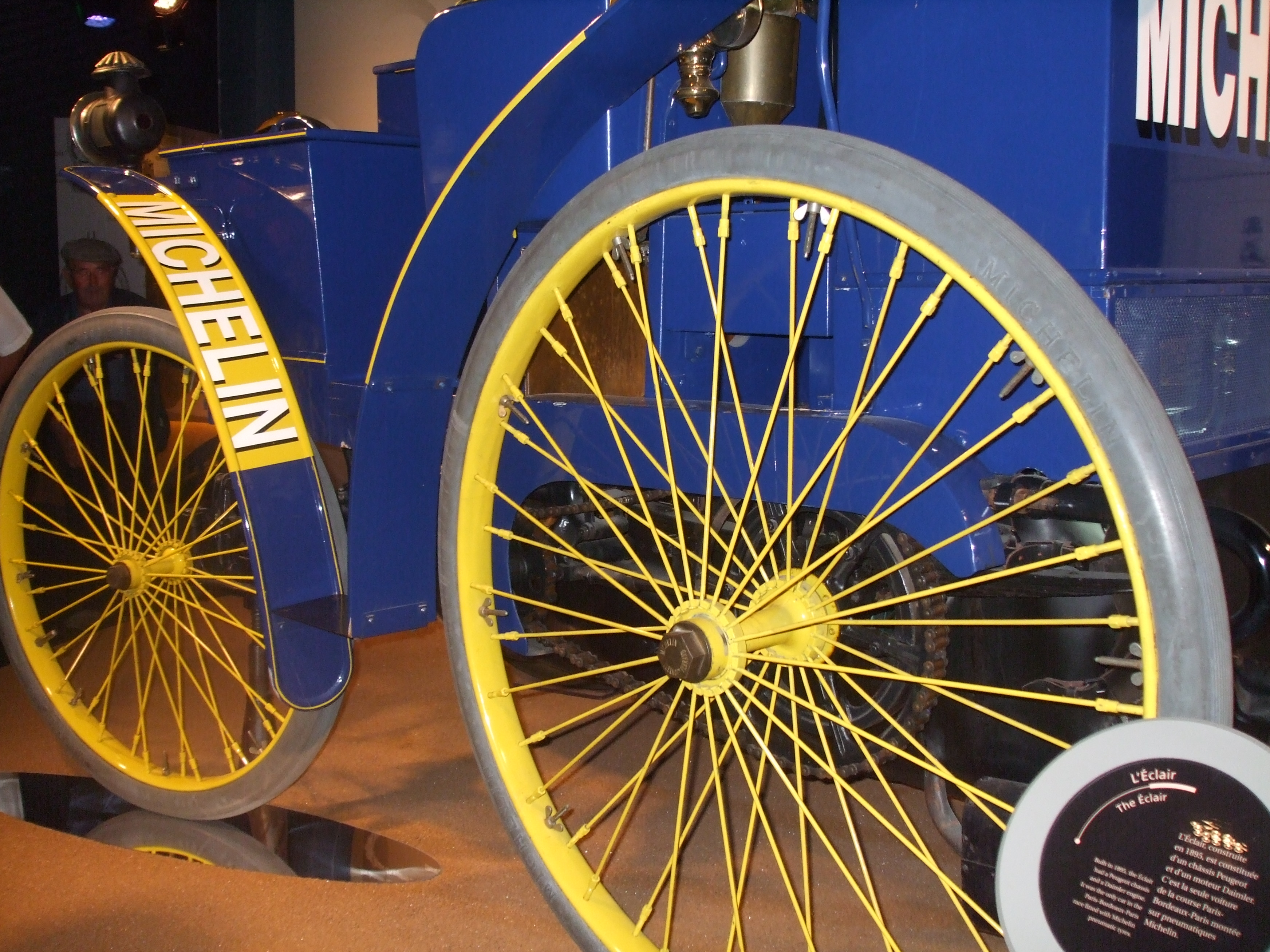
Les frères Michelin disposent d'un modèle dit « L'Éclair », à châssis Peugeot et à moteur Daimler, montés sur les seuls pneumatiques Michelin de la course.
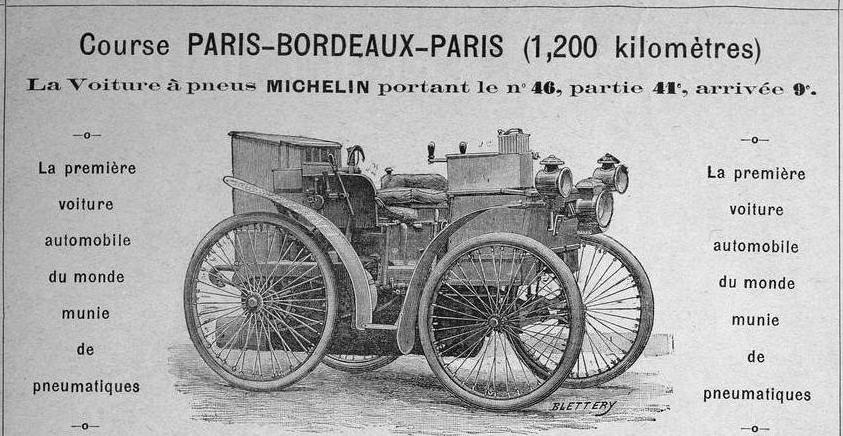
La voiture à pneus Michelin, no 46 arrivée 10e de la course.